# Endeshaw Negesse
Endeshaw Negesse, né le 13 mars 1988, est un athlète éthiopien, spécialiste des courses de fond, et notamment du marathon.

## Biographie
En 2012, Endeshaw Negesse remporte le marathon de Florence en 2 h 9 min 59 s.
En février 2015, il remporte le Marathon de Tokyo, première épreuve du circuit des World Marathon Majors, dans le temps de 2 h 6 min 0 s.
Début 2016, il est contrôlé positif au meldonium.

## Palmarès
| Date | Compétition          | Lieu     | Résultat | Performance    |
| ---- | -------------------- | -------- | -------- | -------------- |
| 2012 | Marathon de Florence | Florence | 1er      | 2 h 9 min 59 s |
| 2015 | Marathon de Tokyo    | Tokyo    | 1er      | 2 h 6 min 0 s  |

## Records
| Épreuve       | Performance    | Lieu  | Date            |
| ------------- | -------------- | ----- | --------------- |
| Semi-marathon | 1 h 2 min 40 s | Dubaï | 25 janvier 2013 |
| Marathon      | 2 h 4 min 52 s | Dubaï | 25 janvier 2013 |